# Oreophrynella seegobini
Oreophrynella seegobini es una especie de anfibios de la familia Bufonidae.
Es endémica del tepuy Maringma (Guyana).